# Ausgleichstaxfonds
Der Ausgleichstaxfonds (ATF) wird beim österreichischen Bundesministerium für Soziales, Gesundheit, Pflege und Konsumentenschutz gebildet. Er hat Rechtspersönlichkeit und wird vom Bundesminister für Soziales, Gesundheit, Pflege und Konsumentenschutz vertreten und unter Anhörung eines Beirates verwaltet. Das Vermögen des Fonds besteht aus den rechtskräftig vorgeschriebenen Ausgleichstaxen, den Zinsen und sonstigen Zuwendungen.

## Zusammensetzung des Beirates
Der Beirat besteht aus dem Vorsitzenden, zwei Vertretern der organisierten Kriegsopfer, vier Vertretern der organisierten Behinderten und drei von den Ländern entsandten Vertretern sowie je drei Vertretern der Dienstnehmer und der Dienstgeber, einem Vertreter der Integrativen Betriebe und einem Vertreter des Bundesministeriums für Finanzen. Den Vorsitz führt der Bundesminister für Soziales, Gesundheit, Pflege und Konsumentenschutz oder ein von ihm bestimmter rechtskundiger Bediensteter aus dem Stande des Bundesministeriums für Soziales, Gesundheit, Pflege und Konsumentenschutz. Die Funktionsperiode des Beirates beträgt vier Jahre.

## Beschäftigungspflicht
Jeder Dienstgeber, der im österreichischen Bundesgebiet 25 oder mehr Dienstnehmer beschäftigt, ist verpflichtet, auf je 25 Dienstnehmer einen sogenannten begünstigten Behinderten einzustellen. So hat beispielsweise ein Dienstgeber, der 100 Dienstnehmer beschäftigt, die Verpflichtung, vier begünstigte Behinderte einzustellen (Pflichtzahl = 4). Bestimmte besonders schwer behinderte Dienstnehmer, unter anderen Blinde und Rollstuhlfahrer, werden auf die Pflichtzahl doppelt angerechnet.
Sofern der Beschäftigungspflicht nicht oder nicht zur Gänze entsprochen wird oder werden kann, hat der Dienstgeber pro offener Pflichtstelle und Monat eine Ausgleichstaxe (AT) zu entrichten. Diese wird jährlich per 1. Jänner neu festgelegt.
Die Ausgleichstaxe ist vergleichbar mit der Ausgleichsabgabe in Deutschland.

## Verwendung
Die gesamten eingehenden Ausgleichstaxen fließen in den Ausgleichstaxfonds, dessen Mittel zweckgebunden für die Unterstützung der beruflichen Integration von Menschen mit Behinderung verwendet werden. Zuschüsse aus diesem Fonds in Form von Sach- und Geldleistungen können sowohl behinderte Menschen selbst als auch deren Dienstgeber erhalten.